# Gilbert Zante
Gilbert Zante (né le 13 avril 1953 à Salon-de-Provence) est un athlète français, spécialiste du saut en longueur.

## Biographie
Il est sacré champion de France du saut en longueur en 1978 et champion de France en salle en 1977 et 1978.
Son record personnel au saut en longueur est de 7,88 m (1976).